# Jevhen Makarenko
Jevhen Oleksandrovyč Makarenko (in ucraino Євген Олександрович Макаренко?; Kiev, 21 maggio 1991) è un calciatore ucraino, difensore dell'Ordabasy.

## Caratteristiche tecniche
Gioca come terzino sinistro, ma all'occorrenza può essere impiegato in posizione più avanzata o come mediano davanti alla difesa.

## Carriera

### Nazionale
Ha esordito in Nazionale il 5 marzo 2014 nell'amichevole Ucraina-Stati Uniti (2-0).

## Palmarès

### Club

#### Competizioni nazionali
- Campionato ucraino: 2

Dinamo Kiev: 2014-2015, 2015-2016
- Coppa d'Ucraina: 1

Dinamo Kiev: 2013-2014
- Supercoppa d'Ucraina: 1

Dinamo Kiev: 2016
- Campionato kazako: 1

Ordabasy: 2023